# Lịch sử xe tăng
Dưới đây là những thiết kế, kiểu dáng xe tăng được phát triển từ lâu. Chúng là tiền thân cho những chiếc xe tăng hiện đại bây giờ.

## Thời cổ

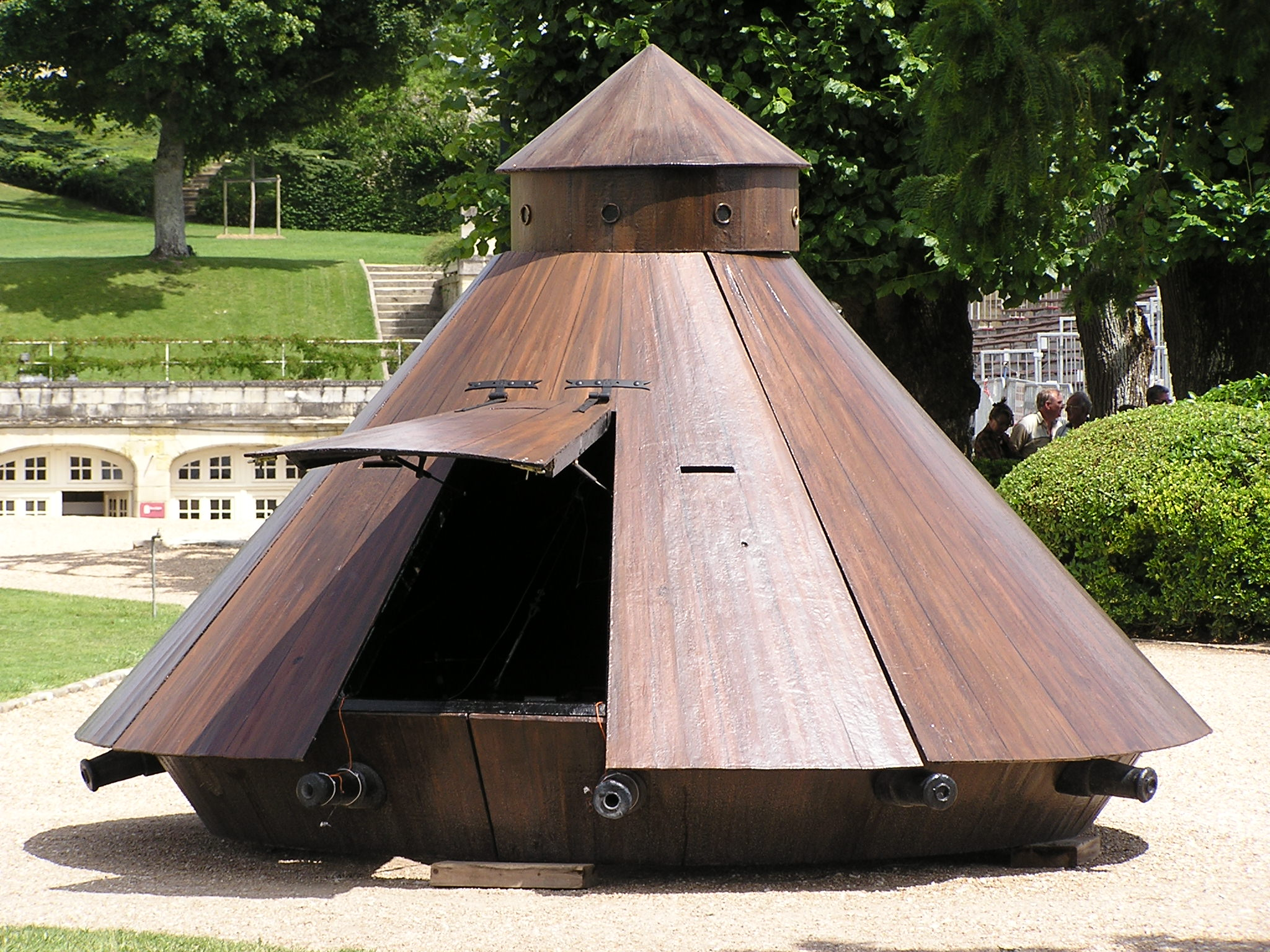
Mô hình theo bản vẽ xe tăng của Leonardo da Vinci

Từ lâu đời, các xe trận giáp tốt chạy nhanh bắn xa vẫn là vũ khí được trọng trong chiến đấu. Từ thời đồ đồng, người tướng đã đi xe trận, bên cạnh có bộc xạ là người hầu bắn cung. Chiến tranh Hán Sở có loại xe của Hàn Tín gây thương vong lớn cho quân Sở trong trận Bành Thành, theo mô tả còn lại cũng có giáp dày di nhanh cung bắn xa . Cuối thời Hán, trong loạn Tam Quốc cũng có chuyện Khương Duy dùng các xe bọc thép gây nguy cho Khổng Minh. Trong kinh truyện cổ Vệ Đà của Ấn Độ cũng nói đến xe trận thọc sâu trong đội hình mũi dùi. Leonardo da Vinci cũng có mô hình xe tăng của mình.
Hoàng Đế Quang Trung có đạo tượng binh, voi có da dày, trên có 4-5 người ngồi, có một pháo và nhiều cung, lao, đao để bắn các tầm. Binh chủng này được dùng trước đó ở nhiều nước Nam và Đông Nam Á như Lào, Java và Thái Lan.

## Thế kỷ 19
Trong thế kỷ 19, chiến tranh kiểu công thành của châu Âu chấm dứt. Súng đã làm thành quách cùng việc phòng thủ cố định lạc hậu. Thay cho thành quách, người ta xây dựng các hệ thống công sự dã chiến, dễ làm và dễ sửa, dễ di chuyển. Đào sâu xuống thay cho đắp cao như thành. Điều này gây khó khăn cho chiến thuật dùng pháo công thành. Trận Verdun đầu thế kỷ 20 ví dụ rất rõ cho điều đó, Đức dùng những pháo rất lớn, có thể bắn sập bất cứ toàn thành kiên cố nào, nhưng không thể vượt qua quân Pháp. Mất rất nhiều công bắn pháo nhưng tốc độ phá hủy hệ thống công sự chậm hơn tốc độ xây dựng và sửa chữa.
Thế kỷ 19 đánh dấu nhiều thay đổi về quân sự do xuất hiện của súng các loại. Giai đoạn này việc sử dụng các xe trận yếu kém. Lý do là các phương tiện cơ giới lúc đó chủ yếu là tàu hỏa, tàu thủy, không thích hợp với điều kiện dã chiến trên bộ. Các xe trận trước đây thì quá lạc hậu, mà chưa có động cơ mới để chế tạo các xe dã chiến. Đầu thế kỷ 20 đã phổ biến những hệ thống chiến đấu dùng súng chạy máy hơi nước lớn như các thiết giáp hạm hoặc đoàn tàu hỏa bọc thép.
Nhìn chung, đến hết Chiến tranh thế giới 1, xe trận dã chiến mạt vận. Những xe tăng cổ xuất hiện trong thời gian chiến tranh này đều rất dị kỳ, nhanh chóng bị thiết kế đúng đắn hơn hoặc loại bỏ.

## Pháo hạm trên cạn
Nhờ xuất hiện của động cơ đốt trong, đầu thế kỷ 20 cũng xuất hiện nhiều ô tô bọc thép và pháo tự hành bánh hơi chạy động cơ đốt trong. Các xe này linh động hơn tàu hỏa tàu thủy, nhưng cũng chưa thể vận động dã chiến ngoài đồng, vượt qua các chiến hào.
Lúc này, xuất hiện rất nhiều phương án chế tạo các xe việt dã, có bọc thép, bắn được bộ binh hoặc công sự, vượt được qua các tuyến chiến hào. Các nỗ lực thiết kế xe bọc thép việt dã cho ra nhiều xe năm 1915.
Lúc này, ở châu Âu, pháo dã chiến field gun tỏ nhiều ưu việt, đây là loại pháo hỗ trợ, được đẩy theo trận đánh bám sát bộ binh. Ngày nay, field gun là lựu pháo bắn gián tiếp, hơi khác. (xem súng). Trong Thế chiến 1, vận hành pháo dã chiến khó khăn, vì lúc này pháo đã to nặng và xuất hiện nhiều pháo tầm xa.
Người Anh thành lập Ủy ban pháo hạm trên cạn (tiếng Anh Landships Committee). Tên cũng giống như mục đích, người ta muốn chế tạo những thứ như đoàn tàu hỏa bọc thép hay pháo hạm nhưng lại dã chiến, vượt được hào. Các pháo hạm trên cạn này có giáp bảo vệ khẩu pháo dã chiến nó mang theo.
Winston Churchill, bộ trưởng Hải Quân dẫn đầu Ủy ban pháo hạm trên cạn. Herbert George Wells là người vẽ bản vẽ Tàu bọc thép trên cạn (The Land Ironclads) đầu tiên năm 1903.
Vì là các tàu (tank) nên xuất hiện cái tên tăng. Mà các xe đầu tiên cũng giống như thùng sắt thật.
Ngày nay, xe tăng dùng với nghĩa khác các xe ngày đấy cũng như yếu cầu thiết kế ban đầu, nhưng những xe ngày đấy vẫn được gọi là xe tăng trong sách vở.

## Mark I

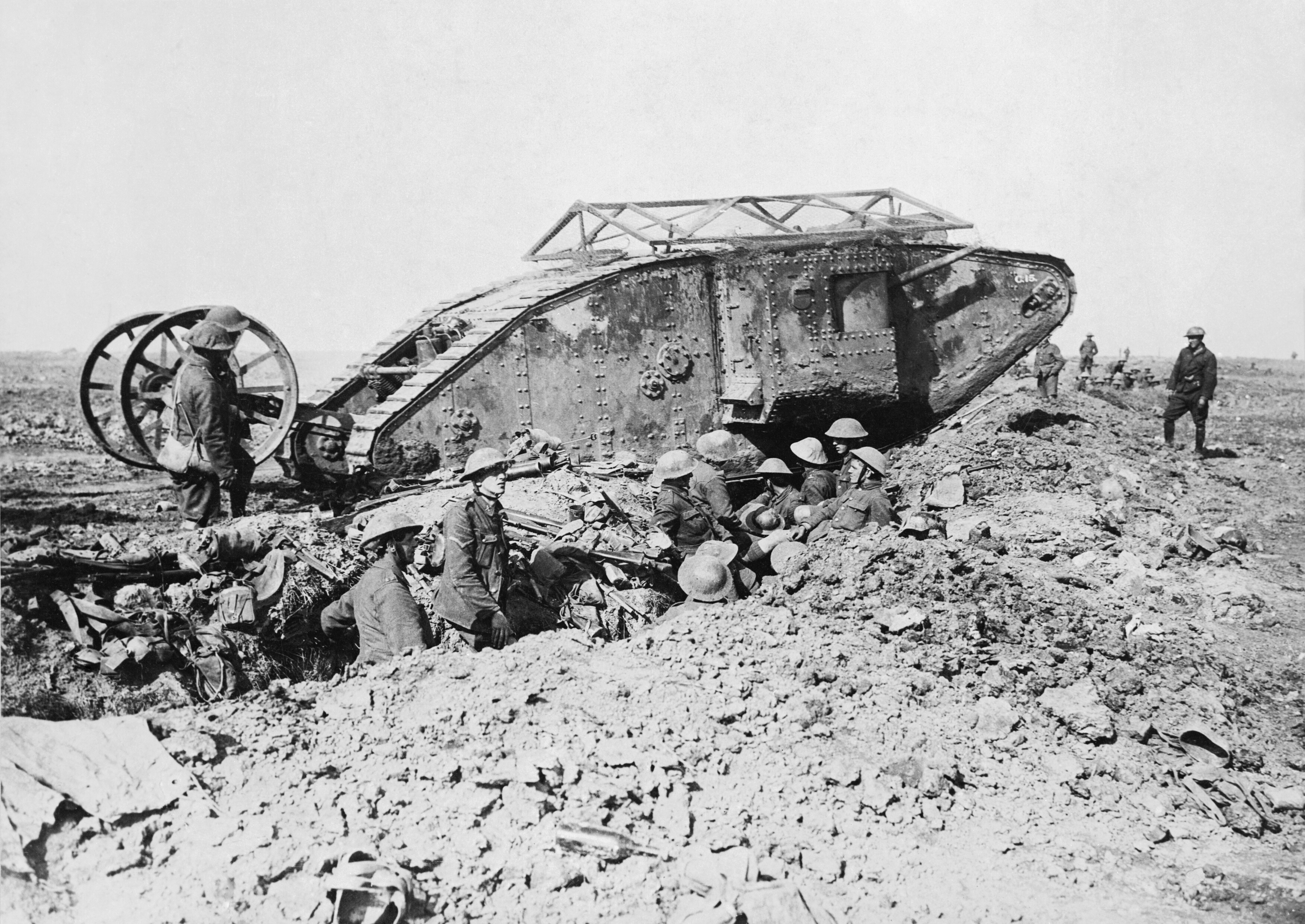
Mark I tại trận Somme, 25 tháng 9 năm1916.

Xe tăng lần đầu tiên ra trận là Mark I trong chiến dịch sông Somme năm 1916, chạy xích miếng cứng. Xe có hai loại, xe tăng đực và xe tăng cái. Xe đực có súng thò ra còn xe cái có lỗ châu mai để người ngồi trong bắn. Xe đực có hai tháp pháo hai bên sườn. Xe có khả năng vượt hào tốt, lúc đó chưa hề có vũ khí bắn từ xa mục tiêu di động bọc giáp, dù giáp mỏng, chỉ chịu được đạn súng trường. Trận đầu tiên thắng lợi, người Anh phát triển một số lượng lớn xe này và các cải tiến.
Xe có nhiều hạn chế, phần lớn sau đó được hoán cải, chỉ còn phiên bản Mark V tham chiến. Cuối chiến tranh những phiên bản Mark V* rất khác (có cả trung đội trên xe). Sau những bất ngờ đầu tiên quân Đức cũng nhận ra các nhược điểm của xe, bắt sống rất nhiều.
Những nhược điểm lớn của xe là chậm, động cơ hay hỏng, giáp yếu, súng quá yếu. Xe dễ bị pháo Đức bắn hỏng, dễ bị bộ binh Đức phá hủy và bắt sống.
| Xe bọc thép dã chiến Mark I. | |
| Năm sản xuất                 | 1915-1919 |
| các phiên bản                | Mark II, Mark III, Mark IV, các xe Mark V, Mark VI, Mark VII, Mark VIII, Mark IX, Mark X, xe chở súng cải tiến từ Mark I |
| Xe đực nặng                  | 28,4 tấn |
| xe cái nặng                  | 27,4 tấn |
| tổ lái                       | 8 người |
| vũ khí chính xe đực          | 2 pháo nòng ngắn 6 pao-dơ                                                                                                |
| vũ khí chính xe cái          | bốn đại liên 7,69mm Vickers                                                                                              |
| vũ khí phụ xe đực            | một khẩu súng máy 8mm Hotchkiss                                                                                          |
| vũ khí phụ xe cái            | 2 khẩu súng máy 8mm Hotchkiss                                                                                            |
| giáp                         | 6–12 mm thép cán |

## Mark V* - Mark V**

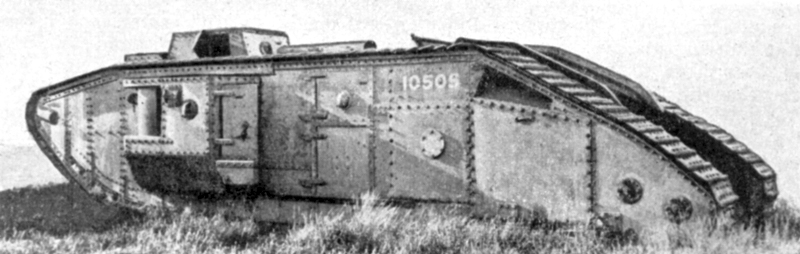
Xe bọc thép dã chiến chở quân Mark V* Anh

Mark V* là xe kéo dài của Mark V tăng khả năng vượt hào. Kéo dài phần sau xe Mark V thêm 2 mét, xe vượt được hào 4 mét. Do xe rộng, người ta tổ chức cả trung đội trên xe, số lính này mang súng máy, xe như tòa thành di động. Nhược điểm lớn nhất của xe là số lính mang theo này bị nướng và hun gần chín. Xe ra trận lần đầu tháng 8-1918, tham gia Trận Amiens. Xe nặng thêm 5 tấn so với Mark V, thêm khẩi súng máy. Có 200 xe đực và 432 xe cái được đóng.
Trước đó có kiểu Tadpole Tail của Pháp thực hiện kéo dài đuôi xe Mark IV tháng 1 năm 1918, tại xưởng Trung tâm của Tập đoàn Tăng Pháp, chương trình thất bại.
Xe Mark V** dài hơn xe Mark V* 32 ft 5 in, động cơ Ricardo 225hp, sửa chữa những bất hợp lý trong thiết kế Mark V*. Xe ổn định, vượt hào tốt hơn. Nhưng không kịp chiến tranh.

## Little Willie

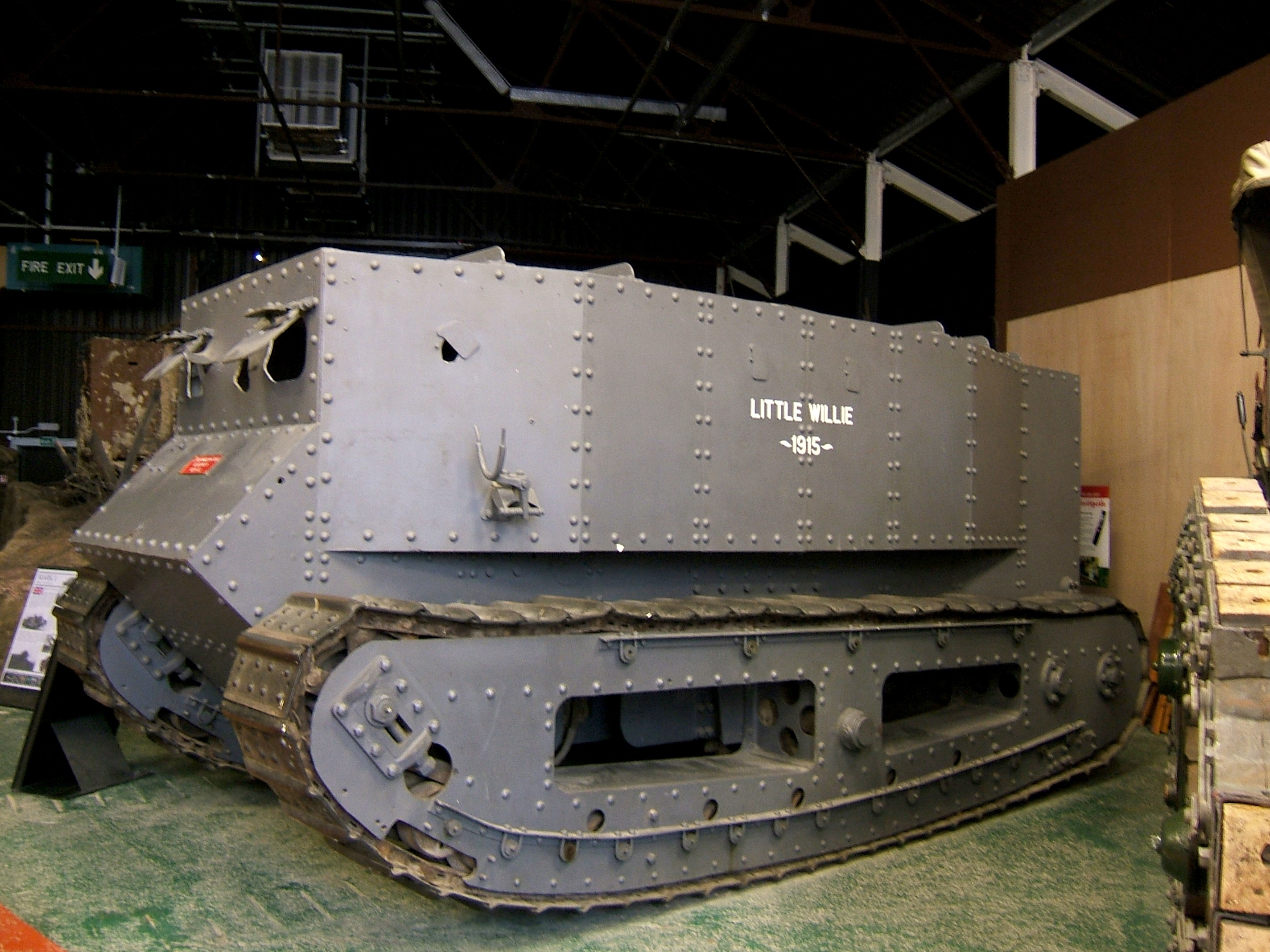
Little Willie

Little Willie là một thử nghiệm trong quá trình thiết kế xe Mark I, xe Little Willie đặt súng lớn phía trước, nặng đầu khó vượt hào. Mark I do đó đi đến thành công thực tế hơn tháng 9-1915. Ủy ban pháo hạm trên cạn (Landships Committee) do Tướng Walter Wilson điều hành, 22 tháng 7 năm 1915, William Ashbee Tritton, Giám đốc công ty thiết kế máy William Foster & Company of Lincoln, trình một thiết kế ưu việt và được phát triển tiếp. Sau thử nghiệm, người ta đặt ra những yêu cầu chế tạo Chiến hạm Hoàng Gia trên cạn HMLS Centipede. Hai phương án được chọn là Big (to) và Little (nhỏ, không tháp pháo). Đến tháng giêng 1916 thì xe Little Willie tỏ ra trội hơn trong thử nghiệm, nhưng không tham chiến.
Xe không vượt qua thử nghiệm do nặng đầu bởi pháo trên cao phía trước. Việc xe không qua thử nghiệm tạo điều kiện cho Mark I (thu nhỏ) tham chiến.
Xe có pháo Vickers 2 pao-đơ, 6 súng máy, nặng 26 tấn, tổ lái 6 người.

## Schneider CA1
Xe Little Willie rất giống cho Schneider CA1, Pháp, phát triển từ tháng giêng đến tháng 9 năm 1915. Schneider CA1 được phát triển trên Baby Holt của Công ty Holt Company, Mỹ (công ty phát triển xe xích miếng cứng). Xe do Eugène Brillié, người đã thiết kế xe ô tô bọc thép cho Tây Ban Nha phụ trách nghiên cứu. Xe nhẹ hơn và giáp mỏng hơn xe Anh, có một pháo để lệch một bên.
| Xe bọc thép dã chiến Schneider CA1, Pháp |                                        |
| Giáp                                     | 11+5,5 mm đắp thêm                     |
| Súng chính                               | 75mm Blockhaus Schneider               |
| Súng phụ                                 | 2 khẩu súng máy 7,92mm Hotchkiss M1914 |
| Động cơ                                  | Schneider 4-cyl, 60 sức ngụa (45 kW)   |
| Nặng                                     | 13,6 tấn                               |
| Dài                                      | 6,32 m                                 |
| Rộng                                     | 2,05 m                                 |
| Cao                                      | 2,30 m                                 |
| Tổ lái                                   | 6                                      |
| Tốc dộ                                   | 8,1 km/h                               |

## St Chamond

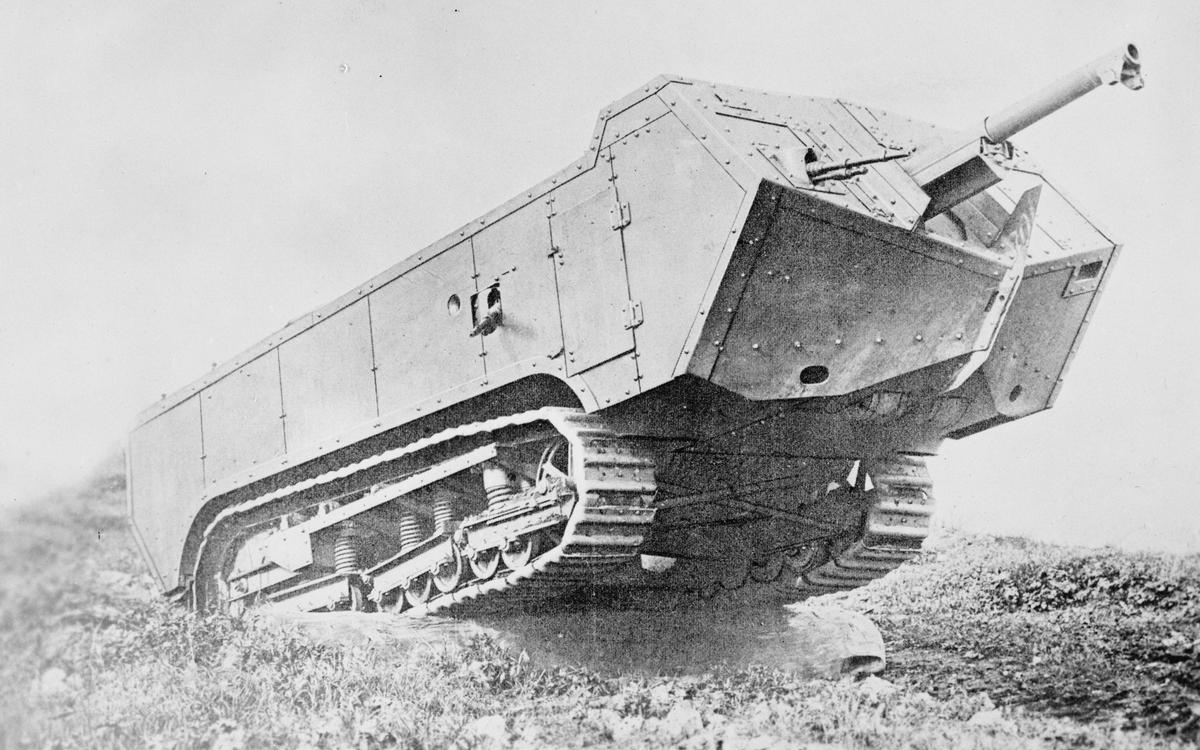
Char St Chamond, Pháp

Bản tiếp theo của Pháp là St Chamond, tham chiến 5 tháng 5/1917. Xe đưa súng về giữa, dùng súng nòng dài mạnh, có giảm xóc. Tuy súng có dài hơn trong bản cải tiến (tỷ lệ chiều dài nòng 36) nhưng vẫn là pháo bắn gián tiếp. Xe có một nhược điểm là xích thấp và đầu đuôi dài, làm pháo hạm trên cạn hay bị mắc cạn khi vượt dốc.
Người ta thường phân biệt bản đầu tiên là St Chamond M16. Bản tiếp St Chamond M17 cải tiến giáp và mang pháo cal 36 M1897.
| Thông số xe bọc thép dã chiến St Chamond, Pháp |                                                                                                   |
| Nặng                                           | 22 tấn                                                                                            |
| Dài                                            | 8,7 m                                                                                             |
| Rộng                                           | 2,7 m                                                                                             |
| Cao                                            | 2,4 m                                                                                             |
| Tổ lái                                         | 8 (Trưởng xe-lái xe, xạ thủ-nạp đạn, phụ xạ thủ, thợ máy, 3 xạ thủ súng máy, một người phụ chung) |
| Giáp                                           | 11–19 mm                                                                                          |
| Súng chính                                     | cải tiến sau 75mm, Canon de 75 modèle 1897 cal 36, đạn nặng 7,2 kg xa 6,8 kg                      |
| Súng phụ                                       | 4 khẩu súng máy 7,92mm Hotchkiss M1914                                                            |
| Động cơ                                        | 4-cylinder Panhard-Levassor (xăng), 90 sức ngựa (70 kW)                                           |
| Giảm xóc                                       | lò so cuộn                                                                                        |
| Tốc độ                                         | 12 km/h                                                                                           |

## Char 2C
Người Pháp hoàn thành phát triển các pháo hạm trên cạn với Char 2C, đáng tiếc xe này không kịp tham chiến. Đây là xe tăng hạng nặng 69 tấn, đã có tháp chỉ huy, nhưng vẫn dùng giảm xóc cũ. Xe tuy không được tham chiến nhưng được nhiều nước sản xuất các phiên bản giống như Tiệp Khắc, Liên Xô.

## A7V
Thế chiến 1 cho đến lúc gần bắt đầu thế chiến 2 không có xe tăng như định nghĩa ngày nay, nhưng người ta vẫn gọi những xe như vậy là xe tăng trong các sách vở. A7V là xe có thể làm nhiệm vụ đấu tăng (giống xe tăng ngày nay). Xe bọc thép A7V Đức là một thành công của kiểu Willie, trong khi người Anh thất bại. Abteilung 7 Verkehrswesen tức là phòng 7 Bộ Chiến tranh, phòng xe cộ. Xe xuất hiện tháng 10-1917. Xe đúng như mơ ước của người Anh, là một chiến hạm trên cạn. Nhưng lúc nó xuất hiện thì nước Đức đã yếu, không phục hồi được. Chỉ có 20 xe được đóng, Thiết Giáp Đức còn có thêm 78 xe chiến lợi phẩm Mark IV và Mark A, dùng khoảng 30 xe Mark IV .
Xe có bộ giảm xóc và bánh nâng giống tàu hỏa, không gian chiến đấu rộng rãi, nhưng không gian cho thợ máy rất chật. Xe có 2 khoang chiến đấu ở đầu và đuôi, khoang chỉ huy trên buồng máy, súng máy được đặt ở cả hai khoang chiến đấu và chỉ huy, pháo đặt ở khoang mũi.
|                              |                                                            |
| Xe bọc thép dã chiến A7V Đức |                                                            |
| Nặng                         | 30 đến 33 tấn                                              |
| Dài                          | 7,34m                                                      |
| Rộng                         | 3,1m                                                       |
| Cao                          | 3,3 m                                                      |
| Tổ lái                       | 18                                                         |
| Giáp                         | sườn 20 mm trước 50 mm                                     |
| Súng chính                   | 57 mm                                                      |
| Súng phụ                     | 6 khẩu súng máy 7,9mm                                      |
| Động cơ                      | 2 động cơ Daimler 4-cylinder 200 sức ngựa (149 kW mỗi cái) |

## Đấu tăng
Trận đấu tăng đầu tiên diễn ra ngày 24 tháng 4 năm 1918, 3 xe Mark IV (2 cái 1 đực) và 3 xe A7V. 2 Xe Mark cái nhanh chóng rời trận địa với vài tổn thương. Đức đuổi theo, chiếc Mark đực sử dụng chiến thuật tồn tại sau đó 50 năm: chạy đều rồi dừng ngắn để bắn. Một xe AV7 hư hại nặng, không di chuyển được, 5 thành viên tổ lái chết, số còn lại rời xe, hai A7V còn lại rút, đến đêm người Đức kéo được xe hỏng về. Xe Mark đực cũng mất khả năng di chuyển.
Cùng ngày, một chiếc A7V rời trận đánh gặp 7 xe Mark, lần này thì A7V chứng tỏ nguyên tắc cũng được giữ 50 năm sau: người ta cần chế tạo xe tăng lớn nhất. Số lượng đông xe Mark không giúp được gì cho họ, A7V phá hủy 1 Mark, bắn hỏng 3 chiếc, 3 chiếc nữa bị pháo Đức bắn hỏng. Đây là trận đánh đầu tiên mà xe bọc thép cơ giới làm nhiệm vụ như xe tăng hiện đại. Tuy nhiên, trong chiến tranh Tây Ban Nha không thêm một trận đấu tăng nào nữa.

## Renault FT-17

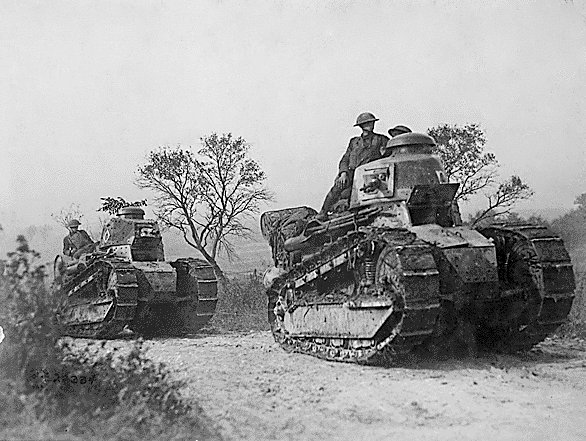
Renault FT-17, Pháp

Mục tiêu của các pháo hạm trên cạn chủ yếu vẫn là bộ binh và công sự bán kiên cố, các công sự kiên cấo cần pháo lớn nhưng xe cộ ngày đó không mang được. Để chống bộ binh, các pháo hạm trên cạn nhanh chóng tỏ ra lạc hậu so với xe bọc thép chạy xích nhỏ, dã chiến hơn ô tô bọc thép. Chiếc Renault FT-17 như vậy, có 84 xe sản xuất trong năm 1917 nhưng 2697 xe trong chiến tranh, trong khi Char 2C không kịp tham chiến(và có 20 A7V). Xe rất nhỏ, có giáp như những xe lớn. Tổ lái rất it: chỉ có hai người. Tuy nhỏ nhưng xe cơ động vì hệ số dùng động cơ là 6 so với 3-4 của các xe lớn. Một ưu điểm nữa của xe nhỏ là nhíp ô tô. Ưu điểm lớn nhất của xe là số lượng khổng lồ. Xạ thủ thuận tiện với tháp pháo quay 360 độ như xe tăng ngày nay. Xe dùng rất rộng rãi.
Nhược điểm chính của xe là súng quá yếu. Xe sử dụng hai loại súng, đại liên 7,92mm và cối bắn góc thấp 37mm. Ngần đó đủ để chống bộ binh trong chiến hào, nhưng không thể bắn công sự kiên cố và càng không thể bắn mục tiêu xe cộ di động, hoàn toàn không có khả năng đấu tăng. Điều này càng làm xe này thành công vì nó xuất hiện cuối chiến tranh, Đức không chế tạo thêm được xe thiết giáp mới để đáu với nó. Nhờ danh tiếng khi đó, xe này và các phiên bản tiến được Pháp và Ba Lan dùng rộng rãi đến Thế chiến 2, dẫn đến việc hai nước này bại trận rất nhanh chóng. Xe cũng được Ý và Nga sản xuất.
Có lẽ xe Renault FT-17 điển hình cho ngày đó, trông rất giông xe tăng nhưng lại không có tính năng chính của xe tăng là đấu tăng.
Những nước dùng: Bỉ, Brasil, Tiệp Khắc, Estonia, Phần Lan, Pháp, Iran, Nhật, Litva, Hà Lan, Ba Lan, România, Liên Xô, Tây Ban Nha, Thụy Sĩ, Thổ, Trung Quốc, Mỹ, Nam Tư.
Tham chiến: Thế chiến 1, Nội chiến Nga, Chiến tranh Ba Lan-Liên Xô, Nội chiến Trung Quốc, Nội chiến Tây Ban Nha, Thế chiến 2.
Các phiên bản: Char à canon 37, Char mitrailleur, FT 75 BS, Char signal, FT-17 modifié 31, Six Ton Tank Model 1917, Russkiy Reno, FIAT 3000
|                                         |                                        |
| Xe bọc thép dã chiến Renault FT-17 Pháp |                                        |
| Nặng                                    | 6,5 tấn                                |
| Dài                                     | 5,00 m                                 |
| Rộng                                    | 1,47 m                                 |
| Cao                                     | 2,14 m                                 |
| Tổ lái                                  | 2 (lái xe, xạ thủ)                     |
| Giáp                                    | 22 mm                                  |
| Súng chính                              | cối góc thấp 37mm hoặc đại liên 7,92mm |
| Động cơ xăng                            | 39 sức ngựa (29 kW)                    |
| Tỷ lệ động cơ/khối lượng                | 6 sức ngựa/tấn                         |
| Giảm xóc                                | nhíp                                   |
| Tầm                                     | 65 km                                  |
| Tốc độ                                  | 11 km/h                                |

## Mark A Whippet

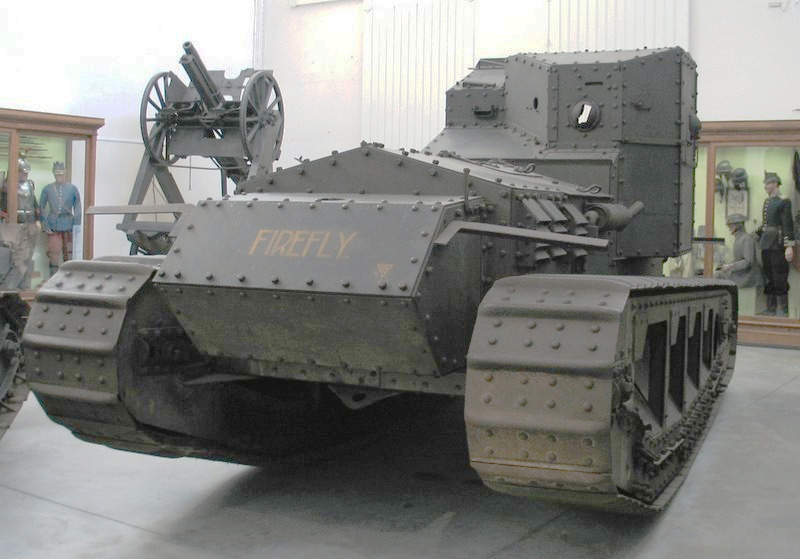
Xe Mark A Whippet

Tuy đã thu nhỏ hơn nhiều so với Pháo Hạm Hoàng Gia trên cạn HMLS Centipede, nhưng người Anh nhận nhanh ra những tồi tệ của Mark I, nó rất hay hỏng và chậm do quá nặng, dẫn đến một số lượng xe lớn bị bắt. Cũng như người Pháp, Anh tìm cách chế tạo xe tăng chạy nhanh, nhẹ hơn, với yêu cầu chỉ cần mang được súng máy và cối bắn góc thấp. Thế hệ này là các xe tăng hạng trung Anh hồi Thế chiến 1 gồm Mark A, Mark B và Mark C. Mark A và Mark C là hai anh em cùng bố, thừa kế cấu trúc thân gầm của Little Willie. Xe trông như cái máy cày, chạy nhanh hơn FT-17 nhưng mỏng hơn. Xe bắt đầu được thiết kế tháng 10-1916, đến tháng 3-1917 đã có mẫu thử đầu tiên, nhưng đến tháng 3-1918 mới tham chiến, tuy nhiên đến tháng 8 năm đó xe mới thật sự hoàn thành. Đội thiết kế Tritton Chaser, William Tritton không có cộng sự Walter Gordon Wilson. Xe vượt hào kém nhưng đi nhanh, còn gọi là kỵ binh tăng.
|                                         |                                                         |
| Xe bọc thép dã chiến Mark A Whippet Anh |                                                         |
| Khối lượng chiến đấu                    | 14,2 tấn                                                |
| Giáp                                    | 5-14mm                                                  |
| Động cơ                                 | 2 động cơ mỗi cái 45 sức ngựa Tylor JB với 318 lít xăng |
| Tốc dộ tối đa đi trên đường             | 13 km/h                                                 |
| Khoảng cách di chuyển tối đa            | 128 km                                                  |
| Lội nước                                | 0,91 mét                                                |
| Dốc tối đa                              | 84%                                                     |
| Vượt chắn tối đa                        | 0,8 mét                                                 |
| Vượt hào tối đa                         | 2,13 mét                                                |
| Súng                                    | 3 đến 4 khẩu súng máy 7,7mm Hotchkiss                   |
| Đạn                                     | 5400                                                    |
| Tổ lái                                  | 3-4 người                                               |

## Mark B
Chia tay với William Tritton, Walter Gordon Wilson bắt tay vào thiết kế tăng của mình, cũng theo phương hướng thu nhỏ và đi nhanh hơn Mark I. Công việc bắt đầu tháng 7-1917. Tháng 9 năm 1918 mẫu thử đầu tiên xuất hiện, được đóng ở xưởng Metropolitan. Xe sửa chữa những nhược điểm của Mark A. Giáp tốt hơn (14mm) Mark A của đối thủ, tỷ số sử dụng động cơ cũng tốt hơn (5,6). Mang 7 súng máy 7,92 mm Hotchkiss. Tốc độ hơi thấp hơn Mark A (10 km/h), vẫn giống máy cày nhưng đỡ hơn, thật ra xe thừa kế phần thân gầm của Mark I. Xe có thân hình thoi, động cơ đặt sau (ngược với Mark A), vẫn chưa có tháp chỉ huy (cupola). Xe có một tháp chiến đấu vuông rộng phía trước, ngoài ra có các lỗ châu mai nhỏ ở cửa và hai sườn. Trái với những lạc quan ban đầu, xe bộc lộc một số nhược điểm, như súng máy vướng nhau phía trước. Đặc biệt xe hay trục trặc động cơ và truyền động, hầu như không thể sửa chữa ngoài mặt trận do không gian trong xe quá chật. Không thể sửa được xe khi lạnh nhưng khi nóng thì thợ sửa không thể chịu được. 700 chiếc được đặt hàng, 102 chiếc đã chế tạo. Xe đóng ở xưởng North British Locomotive tại Glasgow.
Xe chỉ tham chiến ở Nga trong nội chiến. Nhóm xe 3 chiếc được viện trợ cho Bạch Vệ ở Arkhangen vào tháng 8-1919. Sau này, một chiếc sa lầy, một chiếc lọt vào tay Bolsheviks (cả chiếc sa lầy sau cũng vậy), một chiếc hỏng.

## Bảng
Các xe bọc thép dã chiến tham chiến trong Thế chiến 1.
| Năm ra đời | Số lượng sản xuất trong thời gian chiến tranh | Loại                | Vũ khí / đạn                                   | Giáp trước | Giáp sườn | Giáp nóc | Gốc độ (km/h) | Kíp lái | Trọng lượng | Công suất động cơ | Tầm hoạt động |
| 1916       | 75                                            | Mark I đực          | 2x 57mm/L40 [324] + 3 Súng máy [6272]          | 12 mm      | 10 mm     | 6 mm     | 4,5           | 8       | 28,4 t      | 105 Mã lực        | 37 km         |
| 1916       | 75                                            | Mark I cái          | 5 Súng máy [30080]                             | 12 mm      | 10 mm     | 6 mm     | 4,5           | 8       | 27,4 t      | 105 Mã lực        | 37 km         |
| 1917       | 25                                            | Mark II đực         | 2x Pháo L40 57mm + 3 Súng máy                  | 12 mm      | 10 mm     | 6 mm     |               | 8       |             | 105 Mã lực        | 45 km         |
| 1917       | 25                                            | Mark II cái         | 5 Súng máy                                     | 12 mm      | 10 mm     | 6 mm     |               | 8       |             | 105 Mã lực        | 45 km         |
| 1917       | 25                                            | Mark III đực        | 2x Pháo L40 57mm + 3 Súng máy                  | 12 mm      |           |          |               | 8       |             | 105 Mã lực        | 45 km         |
| 1917       | 25                                            | Mark III cái        | 5 Súng máy                                     | 12 mm      |           |          |               | 8       |             | 105 Mã lực        | 45 km         |
| 1917       | 420                                           | Mark IV đực         | 2x 57mm/L23 [332] + 4 Súng máy [6272]          | 16 mm      | 12 mm     | 8 mm     | 5,6           | 8       | 28,5t       | 125 Mã lực        | 56 km         |
| 1917       | 595                                           | Mark IV cái         | 5-6 Súng máy [10000]                           | 16 mm      | 12 mm     | 8 mm     | 5,6           | 8       | 27 t        | 125 Mã lực        | 56 km         |
| 1917       | 200                                           | Mark V đực          | 2x Pháo L23 57mm[207] + 4 Súng máy [5800]      | 14 mm      | 14 mm     | 8 mm     | 7,5           | 8       | 29,5 t      | 150 Mã lực        | 72 km         |
| 1917       | 200                                           | Mark V cái          | 6 Súng máy [14100]                             | 14 mm      | 14 mm     | 8 mm     | 7,5           | 8       | 28,5 t      | 150 Mã lực        | 72 km         |
| 1918       | 200                                           | Mark V* đực         | 4x Pháo L23 57mm [221] + 4 Súng máy [8400]     | 14 mm      | 12 mm     | 6 mm     | 4             | +24     | 33 t        | 150 Mã lực        | 63 km         |
| 1918       | 432                                           | Mark V* cái         | 8 Súng máy [16800]                             | 14 mm      | 12 mm     | 6 mm     | 4             | +24     | 32 t        | 150 Mã lực        | 63 km         |
| 1917       | 200                                           | Mark A "Whippet"    | 4 Súng máy [5400]                              | 14 mm      | 14 mm     | 5 mm     | 13            | 3       | 14 t        | 2x 45 Mã lực      | 64 km         |
| 1916       | 400                                           | Schneider C.A.1     | Pháo L13 75mm/[94-96] + 2 Súng máy [4000]      | 11,5 mm    | 11,5 mm   | 5,5 mm   | 6             | 6       | 13.5 t      | 60 Mã lực         | 48 km         |
| 1917       |                                               | Schneider C.A.1     | Pháo L13 75mm [94-96] + 2 Súng máy [4000]      | 24 mm      | 17 mm     | 5,5 mm   | 6             | 6       | 14,6 t      | 60 Mã lực         | 75 km         |
| 1916       | 165                                           | St.Chamond M16      | Pháo 75mm/? [106-108] + 4 Súng máy [7488]      | 11,5 mm    | 8,5 mm    | 5,5 mm   | 8,5           | 9       | 22 t        | 90 Mã lực         | 60 km         |
| 1917       | 235                                           | St.Chamond M17      | Pháo L36 75mm [106-108] + 4 Súng máy [7488]    | 11,5 mm    | 17 mm     | 5,5 mm   | 8.5           | 9       | 24 t        | 90 Mã lực         | 60 km         |
| 1917       | 2100                                          | Renault FT súng máy | 1 súng máy [4800]                              | 16 mm      | 8 mm      | 6 mm     | 8             | 2       | 6,5 t       | 35 Mã lực         | 35 km         |
| 1917       | 1246                                          | Renault FT pháo     | Pháo L21 37mm [240]                            | 16 mm      | 8 mm      | 6 mm     | 8             | 2       | 6,7 t       | 35 Mã lực         | 35 km         |
| 1917       | 20                                            | A7V                 | Pháo L26 57mm [180]+ 6 Súng máy [10000..15000] | 30 mm      | 20 mm     | 15 mm    | 12            | 18      | 32 t        | 2x 100 Mã lực     | 35 km         |

- Trong số các xe đã đóng có 188 Renault TSF (xe điện đài không vũ trang) và 39 Renault BS (pháo dã chiến 75mm).
- Một phần xe Mark V dóng lại thành xe chở quân.
- Một phần các xe đầu tiến (Mark I đến IV) dóng lại thành xe vận tải tiền tuyến.
- Một phần xe cái đóng lại thành xe lưỡng tính, vẫn có lỗ châu mai nhưng thêm khẩu cối bắn góc thấp 57mm bên sườn.
- Đức bắt được 78 xe Mark IV và Mark A, sửa dụng 30.
- Bạch Vệ đã sử dụng ít nhất 62 Mk.V, 17 Mk.A, 3 Mk.B, 21 FT trong Nội chiến Nga (1918-1920), Hồng Quân bắt được 59 Mk.V, 17 Mk.A, 1 Mk.B, 14 FT.

## Các xe khác
Vasiliy Mendeleyev (1886-1922), một kỹ sư Nga đưa ra một chương trình đầy tham vọng Tăng Mendeleyev mang pháo 120mm, rất giống các pháo tự hành về sau này. Thiết kế của ông đặt vấn đề treo yêu cầu rất cao, có đủ lò xo đẩy về và hãm thủy lực nhưng khác với hệ thống treo xe xích và ô tô hiện nay(có giằng ngang), na ná như ống thụt trước xe máy. Đây có lẽ là nỗ lực duy nhất thời đó thiết kế các pháo tự hành đánh công sự kiên cố nhưng thất bại.
LK I, KK II và LK III của Đức phát triển dần mang lại hình dáng xe tăng hiện đại, tháp pháo nhô lên cao và quay.
A7V/U Đức na ná giống Mark nhưng giáp dày, 2 tháp pháo sườn lớn.
A7V Sturmpanzer mang pháo 57mm nòng khá dài, có khả năng bắn mục tiêu di động khá. Đây là xe thiết kế theo yêu cầu đấu tăng đúng như nhiệm vụ xe tăng ngày nay, tuy nhiên không kịp sản xuất số lượng lớn trong chiến tranh.

## Các dạng xe không bao giờ được dùng

### Vezdehod I
Dạng tăng đầu tiên trên thế giới là chiếc Vezdehod I (Vezdehod=ВЕЗДЕХОД=xe việt dã, tiếng Anh không phiên âm được đầy đủ, chính xác phiên âm là vêzđêkhôđ) do Prohorovschikov thiết kế. Xe có 1 đại liên, tháp pháo 360 độ, cả xe nặng 4 tấn, động cơ 20 sức ngựa, tốc độ 25 km/h, một lái xe và một xạ thủ. Duy nhất một mẫu thử được trình diễn ngày 15-5-1915 tại Nga. Giáp xe quá yếu.
Xe sử dụng xích mềm, đây là một trong hai phương án xích ngày đó, ngày nay chúng ta dùng phương án xích miếng cứng Caterpillar ngày đó làm xe tăng máy kéo... Vì phương án xích mềm ngày đó dừng lại mà không còn phát triển nào tiếp theo. Đây cũng là xe bọc thép dã chiến dùng xích mềm duy nhất.

### Xe tăng Sa Hoàng

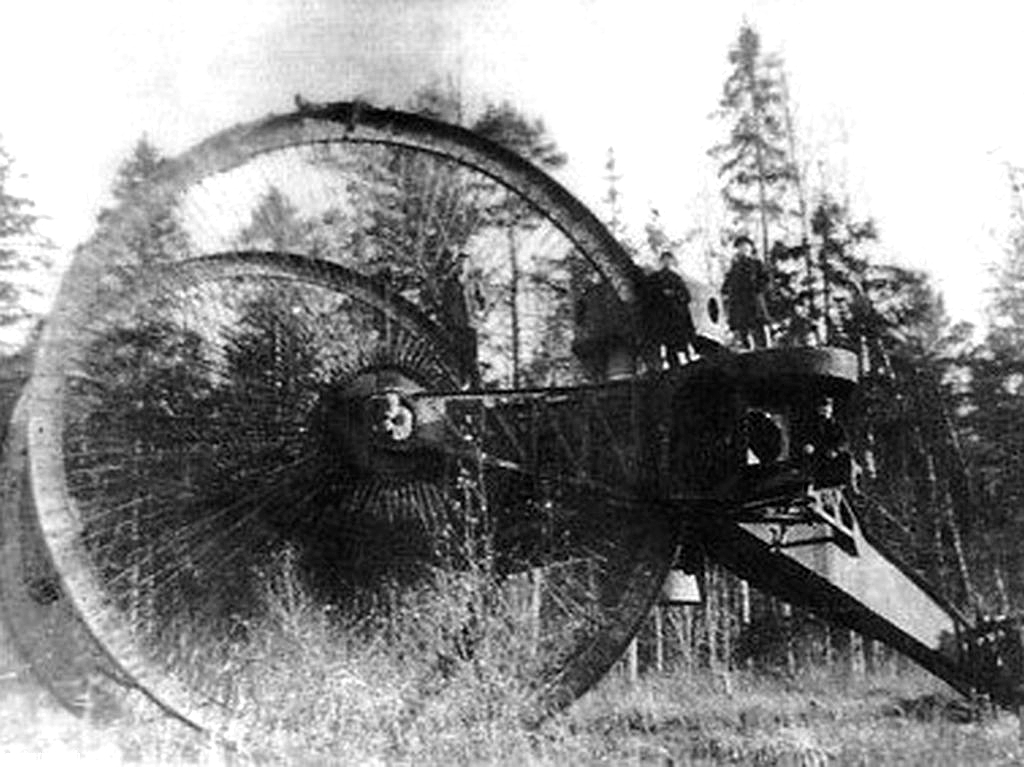
Xe tăng Sa hoàng, 1915

Một phương án thử nghiệm nữa là chiếc xe tăng lớn nhất thế chiến 1 do Lebedenko thiết kế, nặng 40 tấn, hai động cơ hơi nước mỗi cái 240 sức ngựa. Có hai tháp pháo trên và dưới, mỗi tháp pháo có hai lỗ châu mai trái và phải. Tsar Tank (tăng Sa Hoàng) có hai bánh xe đường kính 10 mét, có hai chiếc, nay vẫn còn xác, cũng năm 1915. Xe không vượt qua thử nghiệm. Người ta nhanh chóng nhận thấy xích miếng cứng thích hợp hợp hơn so với các phương án vượt địa hình khác. Xe khác với các loại tăng hiện nay do không dùng bánh xích mà bằng bánh xe tương tự như xe đạp.
Các nỗ lực của người Nga sau đó dồn vào đoàn tàu hỏa bọc thép và ô tô bọc thép, pháo tự hành đặt trên ô tô.